# Froilán Díaz de Llanos
Froilán Díaz de Llanos (Lleó - Madrid, 1709) va ser un religiós dominic espanyol, confessor de Carles II de Castella, que va ser perseguit per la Inquisició per haver dirigit els exorcismes destinats a alliberar el rei dels encanteris sota els quals suposadament es trobava.